# Ptilinopus dohertyi
Ptilinopus dohertyi là một loài chim trong họ Columbidae.